# حبق منحني
حبق منحني (الاسم العلمي:Ocimum nutans) هو نوع غير مؤكد من النباتات يتبع جنس الحبق من الفصيلة الشفوية.